# Toğrul Əsgərov
Toğrul Əsgərov (Gəncə, 1992. szeptember 17. –) azeri szabadfogású birkózó. A 2012. évi nyári olimpiai játékokon aranyérmet szerzett. A 2016. évi nyári olimpiai játékokon ezüstérmet szerzett 57 kg-os súlycsoportban. Világbajnoki ezüstérmes az 55 kg-os súlycsoportban, valamint Európa-bajnok 60 kg-ban. A 2015-ös Európa Játékokon aranyérmet nyert 61 kg-ban.

## Sportpályafutása
A 2012. évi nyári olimpiai játékokon aranyérmes lett 60 kg-ban.
A 2016. évi nyári olimpiai játékokon ezüstérmet szerzett a 65 kg-os súlycsoportban.